# 嗣徳帝
嗣徳帝（しとくてい、トゥドゥックてい、Tự Ðức、1829年9月22日 - 1883年7月19日）は、阮朝の第4代皇帝（在位:1847年 - 1883年）。諱は阮福洪任（Nguyễn Phúc Hồng Nhậm）、後に阮福時（Nguyễn Phúc Thì）と改めた。

## 生涯
紹治帝の次男、18歳で即位。儒教思想を尊ぶ文人とされる。
1787年の仏安条約以降、安南王の嘉隆帝と協調関係を維持したフランスであったが、1820年の嘉隆帝の死後より次第に民心も疎隔し、嗣徳帝即位の頃には排仏熱が高まりをみせていた。1851年3月21日、嗣徳帝が内外のキリスト教宣教師を排する旨を通知したことから、キリスト教寺院の多くが国内で壊された。ナポレオン3世は1856年9月にフランス人宣教師の保護と港の割譲を求めて交渉するが、しかし、嗣徳帝が拒絶したことで憂悶する。
1858年にフランス・スペイン連合軍がダナンに侵攻、更にサイゴン・ビエンホア（辺和）・バリア（巴地）・ヴィンロン（永隆）を占領された。1858年からのコーチシナ戦争中にトンキン地方で発生した飢饉とそれに続く反乱に忙殺された阮朝は、1862年に講和条約として壬戌条約（第1次サイゴン条約）を締結。コーチシナ東部三省（辺和・嘉定・定祥）及び崑崙島の割譲と2千万フランの戦費賠償金を支払いを受け入れ、キリスト教と通商の自由化を認めた。
国内の動向から一度は排仏の動きを示したが、結果的にフランスからの圧力に屈し、フランスの保護領（カンボジア）平定に政学上有用とされたコーチシナ西部三省を1867年に奪われ、同年6月に仏軍提督の安南入りを許すことになった。
その後、太平天国の系統を引く呉亜終の黒旗軍が侵入してフランスと対立。1882年には黒旗軍とコーチシナから出兵したフランス軍との間で戦闘に発展し、さらに嗣徳帝の救援要請を受けた清朝も出兵。清仏戦争に発展するが、1883年7月に嗣徳帝が崩御。甥の育徳帝の後継者の地位を剥奪され、代わって協和帝が擁立されるも、重臣により毒殺。後を襲った建福帝も即位後わずか半年で崩御し、弟の咸宜帝が即位する。短期間で皇帝が度々交代する混乱の中、清仏戦争はフランスの勝利に終わり、結果として阮朝はフランスの保護国としてようやく命脈を保つに至る。